# Celestín Mrázek
Celestín Mrázek (Praga, 3 maggio 1941) è un ex cestista e allenatore di pallacanestro cecoslovacco.
È il fratello di Jan Mrázek e il padre di Harold Mrazek.

## Carriera
Con la Cecoslovacchia ha disputato i Campionati europei del 1967.